# اجناسيو فلوريس
اجناسيو فلوريس (بالإسبانية: Ignacio Flores Ocaranza)‏ (مواليد 31 يوليو 1957) هو لاعب كرة قدم. يلعب مع منتخب المكسيك لكرة القدم. سبق له أن لعب في كأس العالم لكرة القدم مع منتخب بلاده.

## روابط خارجية
- اجناسيو فلوريس على موقع الاتحاد الدولي (مؤرشف)  (الإنجليزية)
- اجناسيو فلوريس على موقع قاعدة بيانات كرة القدم.إي يو (الإنجليزية)
- اجناسيو فلوريس على موقع ناشيونال فوتبول تيمز (الإنجليزية)